# Cserdi
Cserdi község Baranya vármegyében, a Szentlőrinci járásban.

## Fekvése
Pécstől nyugatra helyezkedik el, Szentlőrinc északi szomszédjában, a 6601-es út mentén. Vonattal elérhető a Budapest–Dombóvár–Pécs-vasútvonalon, amelynek egy megállási pontja van itt, Cserdi-Helesfa megállóhely.

## Története
Az Árpád-kori település, Cserdi nevét 1294-ben említették először az oklevelek Chergy módon írva, 1326-ban Chereg, 1450-ben Cherdy, 1884-ben Cserdi alakban írták és a szentlőrinci keresztesek birtoka volt. A falu neve Csergi Miklós nevében tűnt fel, ki 1294-ben Welk fia László szerviense volt. 1326-ban a falut az ispotályos keresztesek Szentlőrinccel együtt bérbe adták, majd később az Esterházy család lett birtokosa. A 19. század elején német családok is települtek a magyar lakosság mellé, később nagy számban telepedtek meg itt cigányok is.

## Közélete

### Polgármesterei
| Időszak   | Név               | Jelölő szervezet | Forrás |
| --------- | ----------------- | ---------------- | ------ |
| 1990–1994 | Kovács Zoltán     | független        | [ 3 ]  |
| 1994–1998 | Kovács Zoltán     | független        | [ 4 ]  |
| 1998–2002 | Jászberényi Márta | független        | [ 5 ]  |
| 2002–2006 | Jászberényi Márta | független        | [ 6 ]  |
| 2006–2010 | Bogdán László     | független        | [ 7 ]  |
| 2010–2014 | Bogdán László     | független        | [ 8 ]  |
| 2014–2019 | Bogdán László     | független        | [ 9 ]  |
| 2019–2020 | Bogdán László     | független        | [ 10 ] |
| 2020–2024 | Bogdán Gyula      | független        | [ 11 ] |
| 2024–     | Bogdán Gyula      | független        | [ 1 ]  |

A településen 2020. október 4-én időközi polgármester-választást kellett tartani, mert a korábbi polgármester július 14-én vagy azt megelőzően öngyilkos lett. 2020. október 4-én az időközi polgármester választáson az elhunyt Bogdán László öccsét, Bogdán Gyulát választották meg a falu első emberévé.

## Népesség
A település népességének változása:
| Lakosok száma | 392  | 406  | 391  | 368  | 375  | 383  | 379  | 382  |
|               | 2013 | 2014 | 2015 | 2019 | 2021 | 2022 | 2023 | 2024 |

A 2011-es népszámlálás során a lakosok 99%-a magyarnak, 40,9% cigánynak, 9,6% németnek mondta magát (0,8% nem nyilatkozott; a kettős identitások miatt a végösszeg nagyobb lehet 100%-nál). A vallási megoszlás a következő volt: római katolikus 90,4%, református 1,8%, felekezeten kívüli 5,7% (2,1% nem nyilatkozott).
2022-ben a lakosság 90,9%-a vallotta magát magyarnak, 12,5% cigánynak, 0,5% horvátnak, 0,3% görögnek, 0,3% németnek (9,1% nem nyilatkozott; a kettős identitások miatt a végösszeg nagyobb lehet 100%-nál). Vallásuk szerint 59,3% volt római katolikus, 1% görög katolikus, 0,8% református, 1% egyéb keresztény, 2,9% egyéb katolikus, 17,2% felekezeten kívüli (17,8% nem válaszolt).

## Nevezetességei
- Szent Márton tiszteletére szentelt római katolikus temploma 1851-ben épült.
- A település határában végzett ásatások alkalmával a legutóbbi jégkorszakban élt állatok maradványaira bukkantak.